# Unione Sportiva Foggia 1974-1975
Questa pagina raccoglie i dati riguardanti l'Unione Sportiva Foggia nelle competizioni ufficiali della stagione 1974-1975.

## Rosa
| N. |                   | Ruolo | Calciatore         |
| -- | ----------------- | ----- | ------------------ |
|    | Italia (bandiera) | P     | Mauro Burnelli     |
|    | Italia (bandiera) | P     | Emanuel Butera     |
|    | Italia (bandiera) | P     | Raffaele Trentini  |
|    | Italia (bandiera) | D     | Novilio Bruschini  |
|    | Italia (bandiera) | D     | Rodolfo Cimenti    |
|    | Italia (bandiera) | D     | Mauro Colla        |
|    | Italia (bandiera) | D     | Eugenio Fumagalli  |
|    | Italia (bandiera) | D     | Michele Ieluzzi    |
|    | Italia (bandiera) | D     | Giovanni Pirazzini |
|    | Italia (bandiera) | D     | Renato Sali        |
|    | Italia (bandiera) | C     | Sergio Borgo       |
|    | Italia (bandiera) | C     | Bernardino Fabbian |

| N. |                   | Ruolo | Calciatore          |
| -- | ----------------- | ----- | ------------------- |
|    | Italia (bandiera) | C     | Fausto Inselvini    |
|    | Italia (bandiera) | C     | Giovanni Lodetti    |
|    | Italia (bandiera) | C     | Giuseppe Lorenzetti |
|    | Italia (bandiera) | C     | Mario Stefanelli    |
|    | Italia (bandiera) | C     | Nicola Verde        |
|    | Italia (bandiera) | C     | Luigi Villa         |
|    | Italia (bandiera) | A     | Carlo Bresciani     |
|    | Italia (bandiera) | A     | Giuseppe Doldi      |
|    | Italia (bandiera) | A     | Fabio Enzo          |
|    | Italia (bandiera) | A     | Lino Golin          |
|    | Italia (bandiera) | A     | Giuseppe Pavone     |
|    | Italia (bandiera) | A     | Aldo Piemontese     |

## Risultati

### Serie B

#### Girone di andata
| 29 settembre 1974 1ª giornata | Catanzaro | 1 – 1 | Foggia |  |

| 6 ottobre 1974 2ª giornata | Foggia | 1 – 0 | Pescara |  |

| 13 ottobre 1974 3ª giornata | Perugia | 3 – 0 | Foggia |  |

| 20 ottobre 1974 4ª giornata | Foggia | 1 – 1 | Avellino |  |

| 27 ottobre 1974 5ª giornata | Sambenedettese | 0 – 0 | Foggia |  |

| 3 novembre 1974 6ª giornata | Foggia | 1 – 1 | Taranto |  |

| 10 novembre 1974 7ª giornata | Palermo | 1 – 0 | Foggia |  |

| 17 novembre 1974 8ª giornata | Foggia | 2 – 0 | SPAL |  |

| 24 novembre 1974 9ª giornata | Parma | 0 – 0 | Foggia |  |

| 1º dicembre 1974 10ª giornata | Foggia | 1 – 0 | Genoa |  |

| 8 dicembre 1974 11ª giornata | Arezzo | 1 – 1 | Foggia |  |

| 15 dicembre 1974 12ª giornata | Foggia | 1 – 0 | Verona |  |

| 22 dicembre 1974 13ª giornata | Foggia | 0 – 0 | Novara |  |

| 5 gennaio 1975 14ª giornata | Como | 1 – 0 | Foggia |  |

| 12 gennaio 1975 15ª giornata | Foggia | 1 – 0 | Brindisi |  |

| 19 gennaio 1975 16ª giornata | Atalanta | 3 – 1 | Foggia |  |

| 26 gennaio 1975 17ª giornata | Foggia | 1 – 1 | Brescia |  |

| 2 febbraio 1975 18ª giornata | Alessandria | 1 – 0 | Foggia |  |

| 14 settembre 1947 19ª giornata | Foggia | 1 – 1 | Reggiana |  |

#### Girone di ritorno
| 16 febbraio 1975 20ª giornata | Foggia | 2 – 1 | Catanzaro |  |

| 23 febbraio 1975 21ª giornata | Pescara | 2 – 0 | Foggia |  |

| 2 marzo 1975 22ª giornata | Foggia | 0 – 0 | Perugia |  |

| 9 marzo 1975 23ª giornata | Avellino | 2 – 0 | Foggia |  |

| 16 marzo 1975 24ª giornata | Foggia | 2 – 1 | Sambenedettese |  |

| 23 marzo 1975 25ª giornata | Taranto | 1 – 0 | Foggia |  |

| 30 marzo 1975 26ª giornata | Foggia | 0 – 0 | Palermo |  |

| 6 aprile 1975 27ª giornata | SPAL | 0 – 0 | Foggia |  |

| 13 aprile 1975 28ª giornata | Foggia | 3 – 0 | Parma |  |

| 20 aprile 1975 29ª giornata | Genoa | 0 – 0 | Foggia |  |

| 27 aprile 1975 30ª giornata | Foggia | 1 – 1 | Arezzo |  |

| 4 maggio 1975 31ª giornata | Verona | 1 – 1 | Foggia |  |

| 11 maggio 1975 32ª giornata | Novara | 0 – 0 | Foggia |  |

| 18 maggio 1975 33ª giornata | Foggia | 3 – 2 | Como |  |

| 25 maggio 1975 34ª giornata | Brindisi | 2 – 0 | Foggia |  |

| 1º giugno 1975 35ª giornata | Foggia | 3 – 1 | Atalanta |  |

| 8 giugno 1975 36ª giornata | Brescia | 0 – 0 | Foggia |  |

| 15 giugno 1975 37ª giornata | Foggia | 3 – 3 | Alessandria |  |

| 22 giugno 1975 38ª giornata | Reggiana | 3 – 0 | Foggia |  |

## Statistiche

### Statistiche di squadra
| Competizione | Punti | In casa | In casa | In casa | In casa | In casa | In casa | In trasferta | In trasferta | In trasferta | In trasferta | In trasferta | In trasferta | Totale | Totale | Totale | Totale | Totale | Totale | DR |
| Competizione | Punti | G       | V       | N       | P       | Gf      | Gs      | G            | V            | N            | P            | Gf           | Gs           | G      | V      | N      | P      | Gf     | Gs     | DR |
| ------------ | ----- | ------- | ------- | ------- | ------- | ------- | ------- | ------------ | ------------ | ------------ | ------------ | ------------ | ------------ | ------ | ------ | ------ | ------ | ------ | ------ | -- |
| Serie B      | 38    | 19      | 10      | 9       | 0       | 27      | 13      | 19           | 0            | 9            | 10           | 4            | 22           | 38     | 10     | 18     | 10     | 31     | 35     | -4 |
| Coppa Italia | 3     | 2       | 1       | 0       | 1       | 2       | 2       | 2            | 0            | 1            | 1            | 1            | 3            | 4      | 1      | 1      | 2      | 3      | 5      | -2 |
| Totale       |       | 21      | 11      | 9       | 1       | 29      | 15      | 21           | 0            | 10           | 11           | 5            | 25           | 42     | 11     | 19     | 12     | 34     | 40     | -6 |

### Statistiche dei giocatori
| Giocatore     | Serie B  | Serie B | Coppa Italia | Coppa Italia | Totale   | Totale |
| Giocatore     | Presenze | Reti    | Presenze     | Reti         | Presenze | Reti   |
| ------------- | -------- | ------- | ------------ | ------------ | -------- | ------ |
| S. Borgo      | 19       | 0       | ?            | ?            | 19+      | 0+     |
| C. Bresciani  | 29       | 13      | ?            | ?            | 29+      | 13+    |
| N. Bruschini  | 29       | 0       | ?            | ?            | 29+      | 0+     |
| M. Burnelli   | 3        | -2      | ?            | ?            | 3+       | -2+    |
| R. Cimenti    | 21       | 1       | ?            | ?            | 21+      | 1+     |
| M. Colla      | 38       | 1       | ?            | ?            | 38+      | 1+     |
| G. Doldi      | 13       | 2       | ?            | ?            | 13+      | 2+     |
| F. Enzo       | 16       | 1       | ?            | ?            | 16+      | 1+     |
| B. Fabbian    | 17       | 0       | ?            | ?            | 17+      | 0+     |
| E. Fumagalli  | 33       | 0       | ?            | ?            | 33+      | 0+     |
| G. Giacinti   | 1        | -1      | ?            | ?            | 1+       | -1+    |
| L. Golin      | 15       | 0       | ?            | ?            | 15+      | 0+     |
| F. Inselvini  | 30       | 3       | ?            | ?            | 30+      | 3+     |
| G. Lodetti    | 25       | 1       | ?            | ?            | 25+      | 1+     |
| G. Lorenzetti | 15       | 2       | ?            | ?            | 15+      | 2+     |
| G. Pavone     | 38       | 4       | ?            | ?            | 38+      | 4+     |
| A. Piemontese | 3        | 0       | ?            | ?            | 3+       | 0+     |
| G. Pirazzini  | 29       | 1       | ?            | ?            | 29+      | 1+     |
| R. Sali       | 20       | 0       | ?            | ?            | 20+      | 0+     |
| M. Stefanelli | 1        | 0       | ?            | ?            | 1+       | 0+     |
| R. Trentini   | 35       | -32     | ?            | ?            | 35+      | -32+   |
| N. Verde      | 8        | 0       | ?            | ?            | 8+       | 0+     |
| L. Villa      | 14       | 0       | ?            | ?            | 14+      | 0+     |